# Польцин, Якоб Эфраим
Якоб Эфраим Польцин (нем. Jacob Ephraim Polzin; 1778, Лабиау, королевство Пруссия — 18 ноября 1851, Бремен, Вольный город Бремен) — немецкий архитектор, строивший здания в стиле классицизма.

## Биография

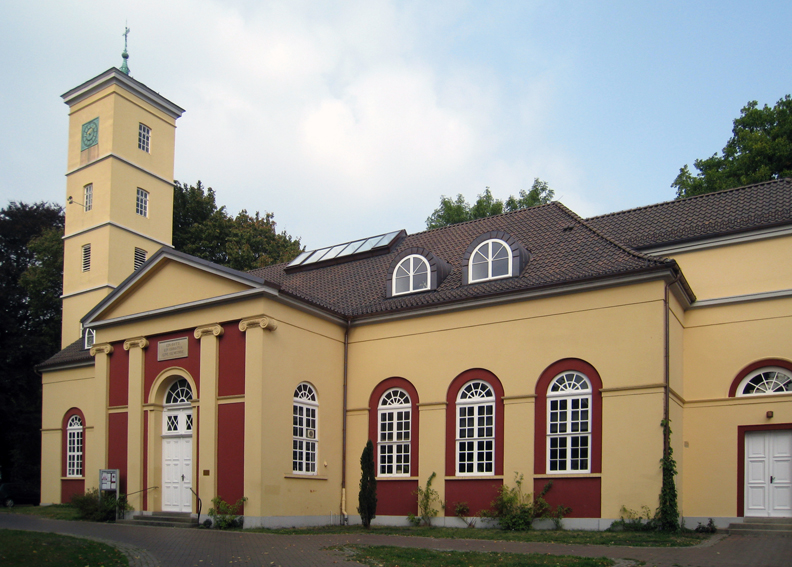
Городская церковь в Вегесаке (1833)

Родился в 1778 году в Лабиау в семье плотника. Обучался архитектуре в Берлине, Вене и Дрездене. Завершил образование в Копенгагене. Помогал при строительстве Второго Кристиансборгского дворца архитектору Кристиану Фредерику Хансену. За умелое руководство строительными работами за три года был удостоен двух серебряных и золотой медали.
В 1811 году приехал в Бремен. В 1812 году, во время оккупации города армией Наполеона Бонапарта, получил первый заказ по перестройке городского рынка, который в то время был ограничен забором со сторожкой. Предложение Польцина состояло в том, чтобы построить кольцевой зал с аркадной облицовкой, который будет расположен вокруг обелиска с фонтаном в центре площади.
В 1814 году сочетался браком с дочерью советника Поппе. В последующие годы построил несколько домов в Тергоф-Инзеле и Шлахте. В 1820-х и 1830-х годах им были построены многочисленные здания в связи с развитием улиц Ам-Валл и Контрескарпе, которые были проложены после сноса укреплений Бремер-Валланлагена. Среди зданий, построенных архитектором в этом районе, большое внимание заслуживают вилла Люрмана (1822) и дом Грёнинга (1833), последний не сохранился. В это время Польцин находился под сильным влиянием стиля Карла Фридриха Шинкеля.
В 1832 году он представил планы реконструкции и расширения протестантской городской церкви в Вегесаке. В 1838 году перестроил музей в Домсхофе. В том же году возвёл новое здание Союза на углу улиц Ам-Валл и Остерторштрассе. Кроме того, он участвовал в реставрации Бременской ратуши и Либфрауэнкирхе. Ворота Отсерторвахе, которые раньше приписывали Польцину, были построены по проекту Фридриха Морица Штамма.
Сыновья архитектора, Кристофер и Фердинанд Польины, тоже стали архитекторами. Улица Фердинандштрассе в Бремен-Митте была названа в честь своего строителя — Фердинанда Польцина.